# Племптицесовхоз
Племптицесовхо́з (рос. Племптицесовхоз) — селище у складі Орловського району Кіровської області, Росія. Входить до складу Орловського сільського поселення.
Населення становить 71 особа (2010, 90 у 2002).
Національний склад станом на 2002 рік — росіяни 97 %.